# 네덜란드의 코로나19 범유행
다음은 네덜란드에서의 코로나19 범유행에 관한 설명이다. 2020년 2월 27일, 이탈리아 롬바르디아주에서 돌아온온 네덜란드인 56세 남성이 틸뷔르흐에서 네덜란드의 감염 첫 사례로 확인되었다.
브루노 브루인스 보건장관이 현지시각 3월 18일 국회에서 발언하던 도중 과로로 쓰러졌다. 브루인스 장관은 당일은 휴식을 취하고 내일부터 업무에 복귀하겠다고 밝혔다.

## 같이 보기
- 유럽의 코로나19 범유행
- 나라별 코로나19 범유행
- 기대수명순 나라 목록